# Моавитяне

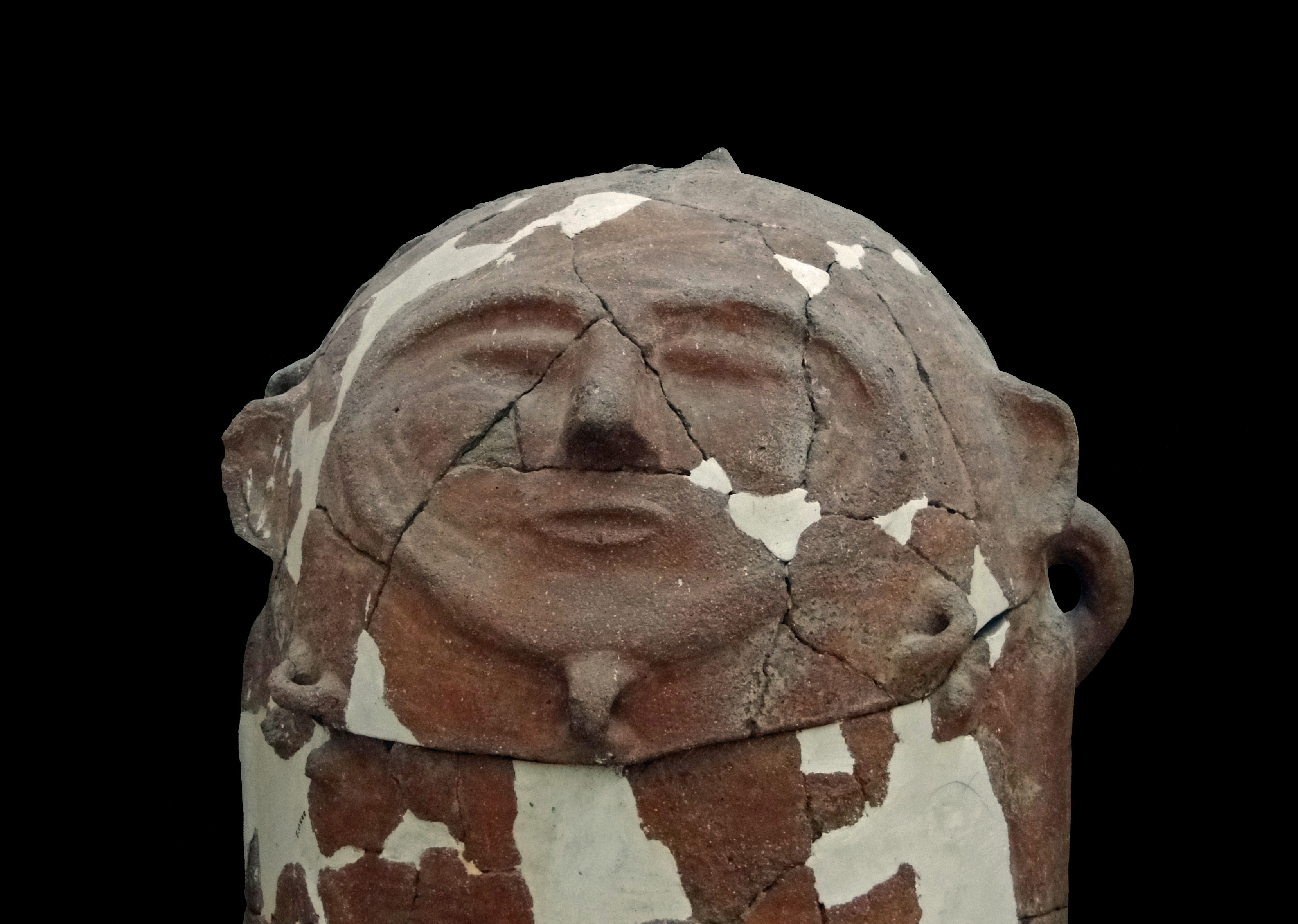
Моавитянский саркофаг. Иорданский археологический музей, Амман

Моавитяне, или моабитяне — родственное евреям семитское племя на восточном берегу Мёртвого моря (Моав). Согласно Библии, моавитяне происходят от племянника Авраама — Лота, и старшей дочери последнего. Помимо Библии, сведения о моавитянах содержатся в ассирийских летописях, у Иосифа Флавия, а также в собственно моавитянских памятниках, главным образом в надписях царя Меши.

## История моавитян
История моавитян начинается в одно время с еврейской и идет параллельно ей; различие культов и соперничество из-за обладания плодородной областью между Арноном и Иавоком были причинами непримиримой вражды между этими двумя народами-братьями (ср. столкновения пастухов Авраама и Лота), выразившейся, между прочим, в том, что Моисеев закон запрещал принимать моавитян в «общество Господне». Подобно Израилю, моавитяне не были автохтонами; они поселились в своей стране, изгнав из неё эмимов. Известное сказание книги Чисел (22—25) о царе моавитян Валаке, сыне Сипфора, не разрешившем израильтянам проход через свои владения и призвавшем для проклятия их пророка Валаама, показывает, что в эпоху исхода евреев из Египта моавитяне уже составляли организованное оседлое государство, как и мадианитяне. Область за Арноном была только что покорена Сихоном, царём амореев. Когда вместо последних на севере водворились Рувимово и Гадово колена израильтян и моавитяне были стеснены между Арноном и Вади-эл-ахсой, началась вековая борьба из-за обладания богатыми северными пастбищами.
Во время смутной эпохи судей царю моавитян Эглону (Суд. 3:12) удалось составить коалицию из аммонитян и амаликитян и подчинить себе на 18 лет евреев. Меч Аода положил конец владычеству моавитян и был сигналом массового избиения их на иорданских переправах. Моавитяне были надолго ослаблены; при Иеффае в прежней их роли мы встречаем уже аммонитян. К тому же времени судей относится история моавитянки Руфи, занявшей место в родословии Давида и, следовательно, Иисуса Христа.
В числе победоносных войн Саула упоминается и война с моавитянами (1Цар. 14:47), которые не могли смотреть равнодушно на образование сильного еврейского царства. Царь моавитян был на стороне Давида против Саула и давал приют его родителям (1Цар. 22:3); моавитяне служили у него в войске и были в числе его приближённых (1Пар. 11:46). Но Давид всё-таки покорил моавитян, перебив 2/3 целого народа и наложив на остальных дань (2Цар. 8:2).
Смуты, последовавшие за смертью Соломона, дали моавитянам возможность не только освободиться от еврейского ига, но даже вернуть себе область к северу от Арнона. При воцарении в Израиле энергичной династии Амврия началась реакция: царь моавитян Хамос потерял Медебу (Мадабу) и должен был опять платить дань по 100 тыс. ягнят и баранов. Сыну его, знаменитому Меше, пришлось вести с Ахавом, его сыном Иорамом и его союзниками упорную борьбу за независимость, окончившуюся в его пользу и вернувшую ему спорную область. Моавитяне производили набеги и грабили города израильтян; в то же время доставалось от них и идумеям; пророк Амос (2:1) выставляет как особенное преступление их, что они «пережгли кости царя эдомского в известь». Царь моавитян Салман воспользовался упадком израильского царства и разрушил г. Бет-Арбел; вероятно, этого же Салмана мы видим в числе признавших верховенство Тиглатпалассара ассирийского в 733 году.
При Саргоне II моавитяне приняли участие в южно-палестинском восстании, но в 701 г. царь их Хамоснадав счел за лучшее опять покориться Синахерибу во время войны последнего с Езекией иудейским. Верным вассалом ассирийских царей оставались и последующие цари моавитян. Царь Музури в союзе с своим сюзереном Ашшурбанапалом разбил кочевников-арабов, надвигавшихся на моавитян. Опасность со стороны пустыни заставила моавитян после падения Ассирии держаться новых владык Азии, халдейских царей Вавилона. Хотя пророк Иеремия и упоминает о моавитских послах у Седекии (Иер. 27:2), но известно, что моавитяне нападали на Иерусалим при Иоакиме.
Моавитянам не удалось избежать общей участи мелких семитских племён — поглощения арабами. Есть мнение, что это имели в виду пророчества Исаии (15 и 16) и Иеремии (47). Один из противников евреев при созидании второго храма — Санаваллат — называется уроженцем моавитского г. Хоронаима. Иосиф Флавий говорит, что ещё в его время моавитяне были великим народом.

## Религия моавитян
Религия моавитян была неоднообразна и не централизованна. Во время путешествия израильтян по долине Ситтим к северу от Мертвого моря они увлеклись культами моавитян и особенно служением Ваал-Фегору (Чис. 25:1—3). В Гильгале были истуканы, которым цари совершали торжественные жертвоприношения.
Встречается у этого древнего племени и род единобожия. Владыкой и покровителем их является бог Хамос, которого Библия называет «мерзостью моавитской» (4Цар. 23:13); в честь его подвергались заклятию («херем», как и в Библии) и истреблялись целые завоеванные города. Название его в надписи Меши Аштар-Камошем указывает, по мнению некоторых, на его двуполый характер. Вероятно, Ваал-Пеор был его простым эпитетом «владыка горы Пеора». Культ моавитян, подобно другим семитским культам, состоял помимо прочего в кровавых, нередко человеческих жертвах. Общесемитское служение на «высотах» было распространено у моавитян; многие города носили имя «бамот» (высота). Меша воздвиг такую «высоту спасения» в Дибоне в память своего избавления от врагов, и это святилище, кажется, получило особую важность, сделавшись чем-то вроде центра культа (Ис. 15:2). При Соломоне, в числе жён которого были и моавитянки, «высота» в честь Хамоса была воздвигнута на горе пред самым Иерусалимом. Пророки и у моавитян пользовались почтением.

## Язык и письменность
Раньше других семитских племен мы встречаем у моавитян письменность и обычай увековечивать выдающиеся события памятниками и надписями. Язык моавитян, как видно из надписи Меши и собственных имён, — диалект того языка, на котором написан Ветхий Завет, хотя в некоторых формах обнаруживает близость и к другим соседним языкам — арабскому (например, в образовании возвратных форм) и арамейскому. Стиль, словоупотребление и фразеология — также библейские. Письмо, употреблявшееся у моавитян, — древнесемитское, прототип еврейского квадратного и греческого.

## Искусство

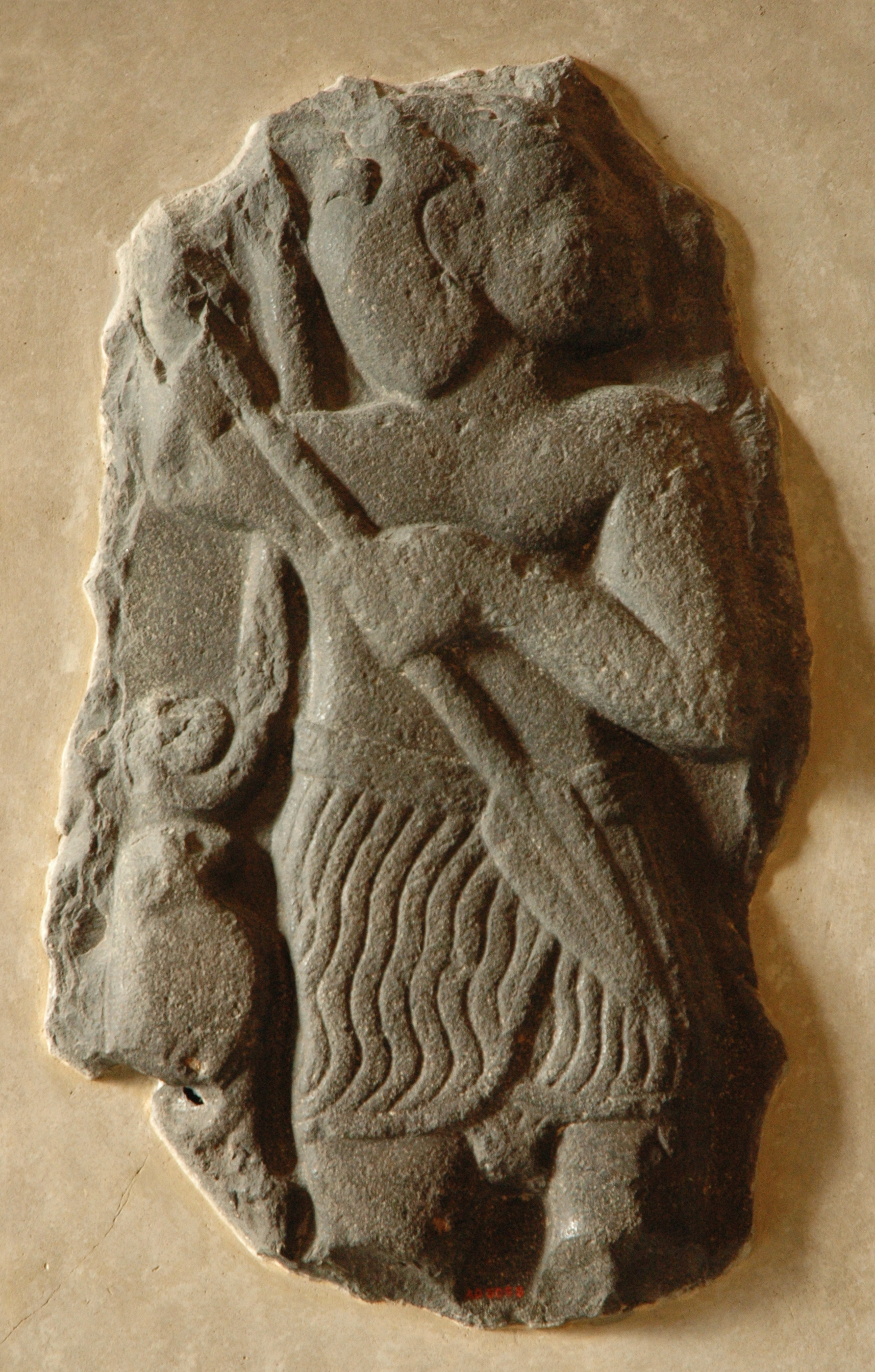
Шиханский барельеф, найденный в центре страны Моав. Луврский музей

Об искусстве моавитян можно составить себе некоторое представление на основании письменных источников и немногих сохранившихся вещественных памятников. Характер его — общесемитский. В книге Судей (Суд. 3:13 и сл.) находится упоминание царского дворца, имевшего наверху прохладные комнаты. Остатками моавитских святилищ являются, вероятно, находимые местами менгиры и дольмены, а также вефили (храмы), окружённые оградой из огромных камней в виде эллипсиса или четырёхугольника. Обычно дольмены представляют собой отполированную наклонную плиту, положенную на два вертикальных камня высотой около метра; дольмены служили для возлияний, на что указывают углубления, отверстия и стоки на поверхности плиты. Ещё в III веке н. э. арабские путешественники видели в Моавии на скалах многочисленные скульптуры, считавшиеся изображениями богов. В 1851 г. де Сольси (фр. de Saulcy) нашёл у Шихана, а через 13 лет герцог де Люинь приобрёл для Лувра один такой памятник из чёрного базальта — изображение воинского божества (возможно — царя) с копьём в руках и в египетском переднике, в сопровождении какого-то животного. В Лувре находится ещё несколько обломков ваз и других древностей, раскрашенных и с геометрическим орнаментом, которые собрал де Сольси.

## Археологические исследования

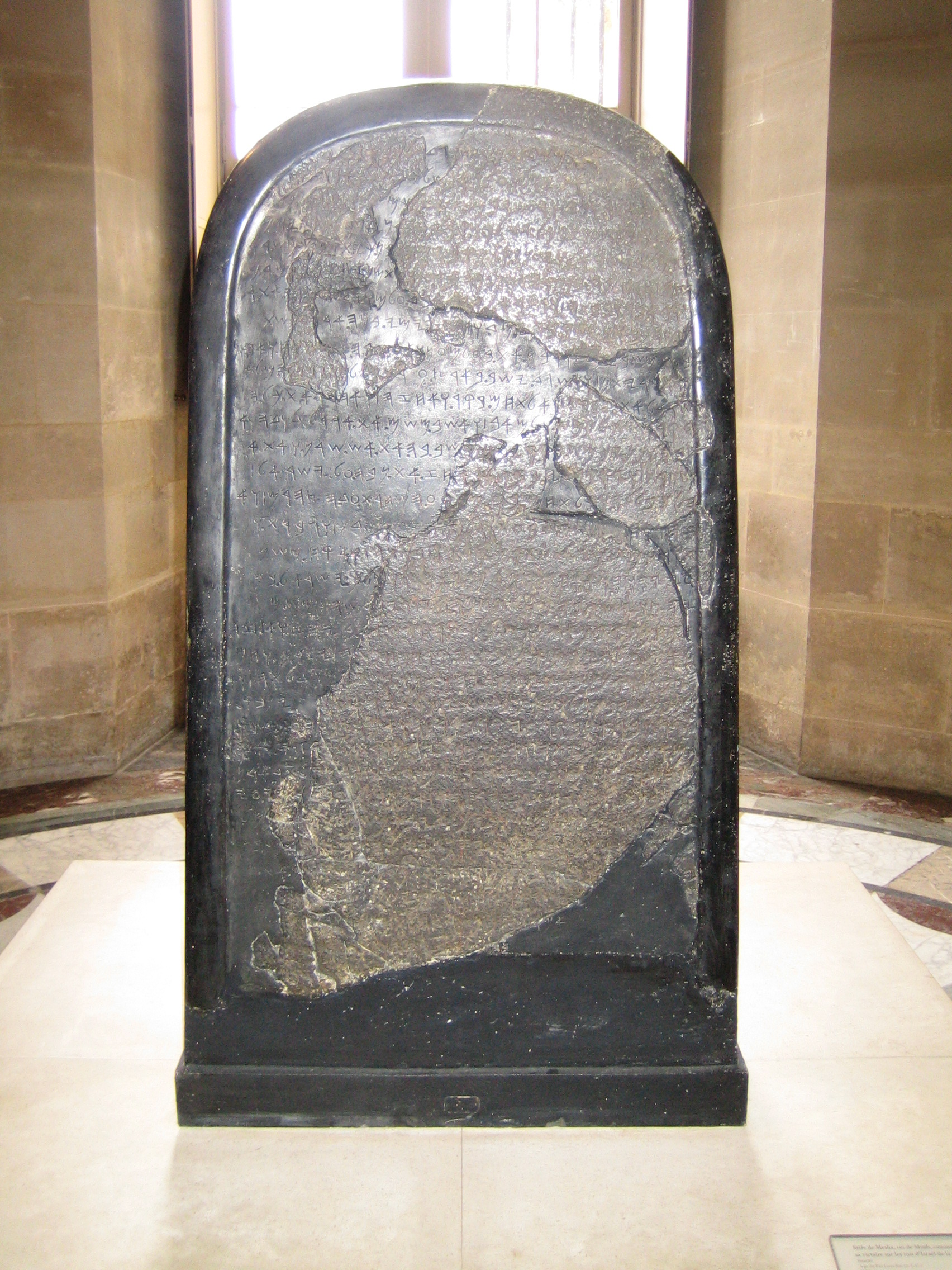
Стела Меша в Луврском музее

Находясь по ту сторону Иордана и Мёртвого моря, будучи населена негостеприимными бедуинами, страна моавитян редко посещалась до XIX столетия. Первым обратившим серьёзное внимание на эту область был У. Зеетцен, прошедший в 1806—07 гг. два раза по моавитским горам (Seetzen, «Reisen»). В 1812 г. по той же дороге странствовали И. Буркхардт («Travels», Л., 1822), Ирби и Манглас («Travels etc.», 1822). В 1851 г. здесь был де Сольси («Voyage autour de la Mer Morte», 1853), открывший известный Шиханский барельеф и тем содействовавший оживлению интереса к моавитским древностям.
Моавия стала обращать на себя особое внимание археологов со времени открытия стелы Меши, вызвавшей целый ряд экспедиций. В 1870 году географическое отделение Британского общества отправило в Моавию каноника Тристрама, д-ра Гинсбурга и Диксона, подробное описавших местности и развалины (Tristram, «The Land of Moab», Л., 1873). Около того же времени в Моавии путешествовали Варрен, Пальмер и Дрэк. Затем неоднократные разведки предпринимал англо-американский «Palestine Exploration Fund».
Сообщение И. И. Соловейчика о моавитских древностях в Московском археологическом обществе (1887) вызвало и в России глубокий интерес, выразившийся, между прочим, в постановлении «обратить внимание Православного палестинского общества на необыкновенную важность памятников, находимых в Заиорданской области» («Древности восточные», I, 33). В связи с открытием надписи Меши стоит и появление массы поддельных моавитских артефактов: идольчиков, произведений керамики, надписей, попавших было за большие деньги в Берлинский музей, но развенчанных Клермон-Ганно, Каучшем и Социном («Die Echtheit der Moabitischen Alterthümer», Страсбург, 1876). Полемика по поводу их переносилась иногда на национально-политическую почву.